# Гаврош

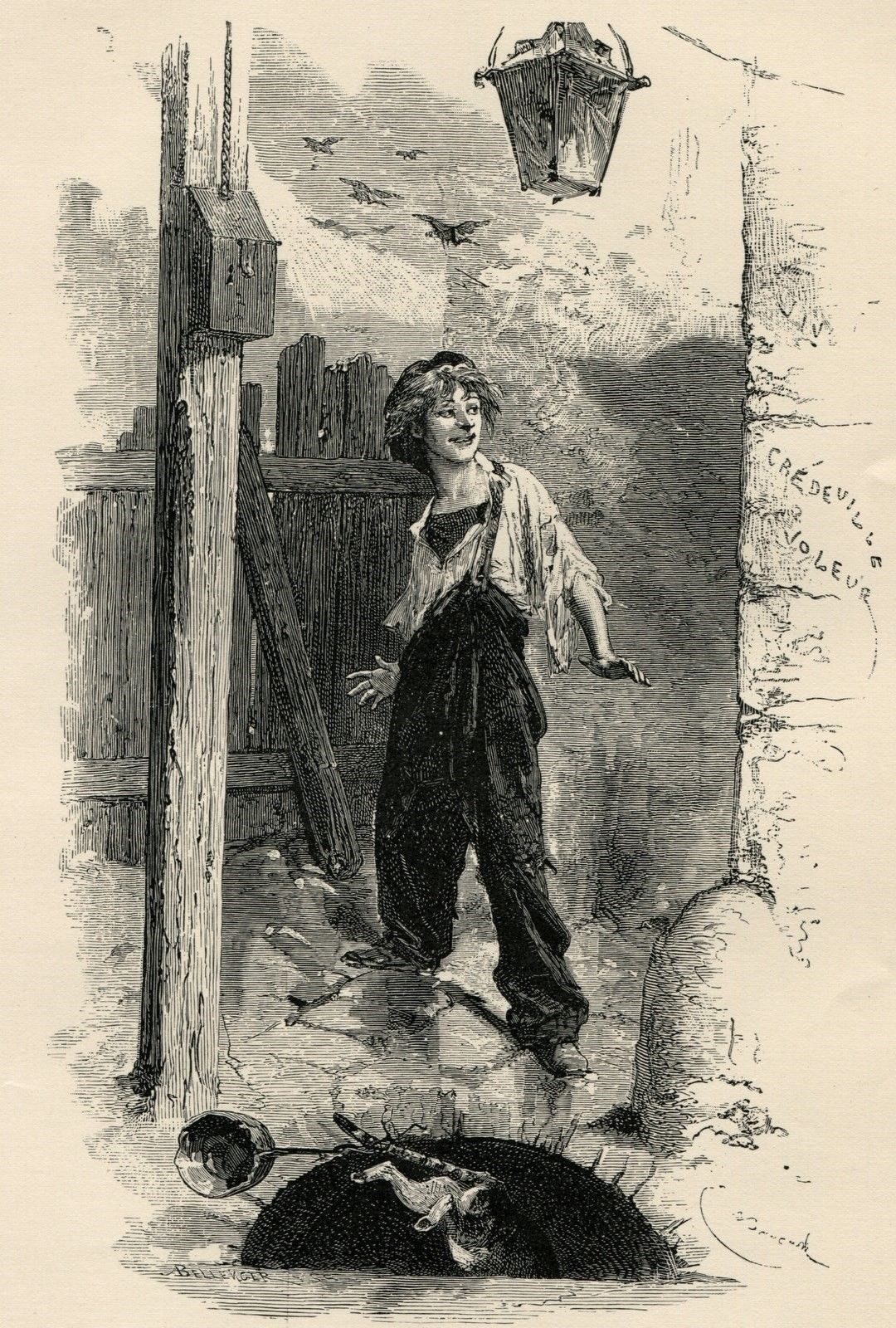
Гаврош, ілюстрація художника Еміля Баяра (Emile Bayard, 1837—1891).

Гавро́ш (фр. Gavroche) — персонаж роману Віктора Гюго «Знедолені», життєрадісний, дещо зухвалий, пронирливий і одночасно хоробрий і чуйний паризький бездомний шибеник, загиблий на барикаді в ході подій паризьких заворушень у червні 1832 р. Жив у  скульптурі слона (точніше, лише у заготовці для скульптури), розташованій на площі Бастилії.
Його батьками були подружжя Тенардьє, які оселилися в Парижі в халупі за адресою Горб, 50-52 під прізвищем Жондрет. Там же Гаврош знайомиться з Маріусом Понмерсі — молодим революціонером, який свідомо відмовився від статку та положення буржуа і вирішив жити самостійно. Маріус знайомить його з іншими прихильниками генерала Ламарка, допомагаючи яким Гаврош і гине на вулицях Парижа. На думку Гюго, Гаврош є яскравим втіленням гамена як соціального явища Франції початку 19 століття.

## Інтернет-ресурси
- Gavroche (Character) [Архівовано 14 грудня 2016 у Wayback Machine.] at the Internet Movie Database
- Search for Gavroche [Архівовано 28 лютого 2009 у Wayback Machine.] at the Internet Broadway Database